# Buddy Shuman 250 1959
Buddy Shuman 250 1959 var ett stockcarlopp ingående i  Nascar Grand National Series (nuvarande Nascar Cup Series) som kördes 11 september 1959 på den 0,4 mile (643,737 m) långa ovalbanan Hickory Motor Speedway i Hickory, North Carolina. Totalt avverkades 100 miles (160,934 km) fördelat på 250 varv. Banunderlaget var dirt. Loppet vanns av Lee Petty i en Plymouth på tiden 1:34.40 med en medelhastighet på 63,38 mph körande för Petty Enterprises. Han var vid målgång ensam förare på ledarvarvet, ett varv före tvåan Buck Baker. Prispotten uppgick till 3 655 dollar, varav 900 dollar gick till segraren. Endast 14 bilar kom till start jämfört med 31 startande föregående år. Loppet är uppkallat efter stockcarföraren Buddy Shuman som dog i en hotellbrand 13 november 1955.

## Resultat
| Plc     | Nr | Förare         | Team/ bilägare    | Konstruktör | Start | Varv | Ledda varv |
| ------- | -- | -------------- | ----------------- | ----------- | ----- | ---- | ---------- |
| 1       | 42 | Lee Petty      | Petty Enterprises | Plymouth    | 13    | 250  | i.u.       |
| 2       | 88 | Buck Baker     | Buck Baker        | Chevrolet   | 3     | 249  | i.u.       |
| 3       | 4  | Rex White      | Rex White         | Chevrolet   | 10    | 248  | i.u.       |
| 4       | 21 | Junior Johnson | Wood Brothers     | Ford        | 2     | 248  | i.u.       |
| 5       | 31 | Brownie King   | Jess Potter       | Chevrolet   | 4     | 243  | i.u.       |
| 6       | 17 | Fred Harb      | Fred Harb         | Ford        | 9     | 238  | i.u.       |
| 7       | 62 | Buck Brigance  | Buck Brigance     | Chevrolet   | 12    | 238  | i.u.       |
| 8       | 19 | Herman Beam    | Herman Beam       | Chevrolet   | 14    | 233  | i.u.       |
| 9       | 23 | Fuzzy Clifton  | i.u.              | Chevrolet   | 7     | 214  | i.u.       |
| 10      | 55 | L.D. Austin    | L.D. Austin       | Chevrolet   | 5     | 183  | i.u.       |
| 11      | 63 | L.D. Austin    | L.D. Austin       | Ford        | 1     | 177  | i.u.       |
| 12      | 12 | Marvin Porter  | Marvin Porter     | Ford        | 8     | 162  | i.u.       |
| 13      | 47 | Jack Smith     | Jack Smith        | Chevrolet   | 11    | 148  | i.u.       |
| 14      | 34 | G.C. Spencer   | G.C. Spencer      | Chevrolet   | 6     | 74   | i.u.       |
| Källor: |    |                |                   |             |       |      |            |